# Wreath Valley
Wreath Valley (littéralement : « vallée de la couronne ») est une vallée sèche située entre Lazzara Ledge et le pic Conway, dans les pics Apocalypse en terre Victoria. Il s'agit de la plus occidentale d'un groupe de quatre vallées suspendues et alignées.
Elle a été nommée en 2005 par le Comité consultatif sur les noms antarctiques d'après une formation de glace et de roches en amont de la vallée, qui ressemble à une couronne et est visible de très loin.